# Warner Bros. Cartoons
Warner Bros. Cartoons, Inc. (antes conocida como Leon Schlesinger Productions hasta 1944) fue un estudio de animación estadounidense, que actuó como división interna de animación de Warner Bros. durante la era dorada de la animación estadounidense. Fue uno de los estudios de animación de mayor éxito en la historia de los medios de comunicación estadounidenses y el principal responsable de las series de cortometrajes animados Looney Tunes y Merrie Melodies. Los personajes de estos dibujos animados, como Bugs Bunny, el Pato Lucas y Porky Pig, se cuentan entre los más famosos y reconocibles del mundo. Muchos de los miembros del personal creativo del estudio, incluidos directores y animadores como Chuck Jones, Friz Freleng, Robert McKimson, Tex Avery, Robert Clampett, Arthur Davis y Frank Tashlin, son considerados figuras importantes en el arte y la historia de la animación tradicional.
Warner Bros. Cartoons fue fundada en 1933 por Leon Schlesinger con el nombre de Leon Schlesinger Productions. Schlesinger vendió el estudio a Warner Bros. en 1944, tras lo cual adoptó el nombre de Warner Bros. Cartoons. El estudio cerró en 1963, y Looney Tunes y Merrie Melodies fueron subcontratados posteriormente al estudio DePatie-Freleng Enterprises de Freleng de 1964 a 1967. Warner Bros. Cartoons volvió a abrir ese año, bajo Warner Bros.-Seven Arts, antes de cerrar de nuevo en 1969. Le sucedió Warner Bros. Animation, creada en 1980.

## Historia

### Antecedente como Harman-Ising Productions (1930-1933)
Los exempleados de Walt Disney, Hugh Harman y Rudolf Ising originaron la serie Looney Tunes y Merrie Melodies como cortometrajes animados en 1930 y 1931, respectivamente con su empresa Harman-Ising Pictures ubicada en el Hollywood Boulevard de Hollywood, California, con Leon Schlesinger siendo el mando medio entre ambos y Warner Bros., que distribuía los cortos a los cines. El primer personaje de Looney Tunes fue Bosko. A pesar del hecho de que Bosko fue muy popular entre los espectadores de la época, nunca podría igualar la popularidad de Mickey Mouse de Walt Disney, o incluso de Betty Boop de Max Fleischer. En 1933, Harman e Ising se separaron de Schlesinger tras disputas financieras, y se llevaron a Bosko con ellos para Metro-Goldwyn-Mayer. Como resultado, Schlesinger instaló su propio estudio en una parcela propiedad de Warner Bros. encima del Sunset Boulevard en Hollywood.

### Leon Schlesinger Productions (1933-1944)

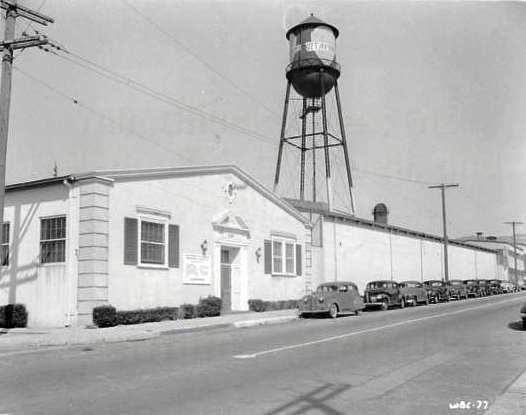
Estudio Leon Schlesinger Productions en la década de 1930.

El estudio de Schlesinger tuvo un comienzo lento, continuando con las Merrie Melodies y reemplazando a Bosko por un niño llamado Buddy en los Looney Tunes. Un animador de Disney, Tom Palmer, fue el primer director principal del estudio, pero después de los tres dibujos realizados por él, que fueron considerados de calidad inaceptable, y rechazados por el estudio, el exanimador y compositor musical del estudio Harman-Ising, Isadore "Friz" Freleng, fue llamado para reemplazar a Palmer y reelaborar sus caricaturas en un solo cortometraje. El estudio entonces formó la estructura de tres unidades, que retendría la mayor parte de su historia, con una de las unidades al mando de Ben "Bugs" Hardaway, y el otro por Earl Duvall, quién fue reemplazado por Jack King (proveniente de Disney) un año más tarde.
En 1934, el corto de Merrie Melodies, Honeymoon Hotel fue el primer dibujo de la Warner en ser producido en colores. A finales de aquel año, la serie pasaría a ser hecha totalmente en Technicolor, mientras que los Looney Tunes seguirían realizándose en blanco y negro hasta 1942-43.
En 1935, Freleng estuvo a cargo del dibujo animado de Merrie Melodies, I Haven't Got a Hat, que introdujo al Puerco Porky. Hardaway y Jack King partieron, y desde el estudio de Walter Lantz llegó Fred "Tex" Avery. Avery dirigió una serie de dibujos animados protagonizada por Porky, que determinaron al personaje como la primera estrella verdadera del estudio.

Debido a las dimensiones limitadas en Sunset, Avery y su equipo (incluyendo los animadores Robert Clampett y Chuck Jones) se mudaron a un pequeño edificio en la misma calle, que Avery y su equipo cariñosamente apodaron como "Termite Terrace", aparentemente debido a la presencia de termitas en el lugar. Aunque la unidad de Avery se trasladó fuera del edificio después de un año, "Termite Terrace", más adelante se convirtió en una metonimia para el departamento de animación clásica de Warner Bros. en general, pese a que unos años después el edificio fue abandonado y derribado. Durante este período, cuatro caricaturas fueron subcontratadas al estudio de Ub Iwerks; Sin embargo, Iwerks no logró adaptarse al tipo de humor que los Looney Tunes habían desarrollado, de modo que Clampett asumió la dirección (usando el personal de Iwerks) para los dos últimos de estos dibujos externalizados. Schlesinger quedó tan impresionado por el trabajo de Clampett en estos cortos que abrió una cuarta unidad con Clampett a la cabeza, aunque por razones fiscales este era técnicamente un estudio independiente dirigido por el cuñado de Schlesinger, Ray Katz.

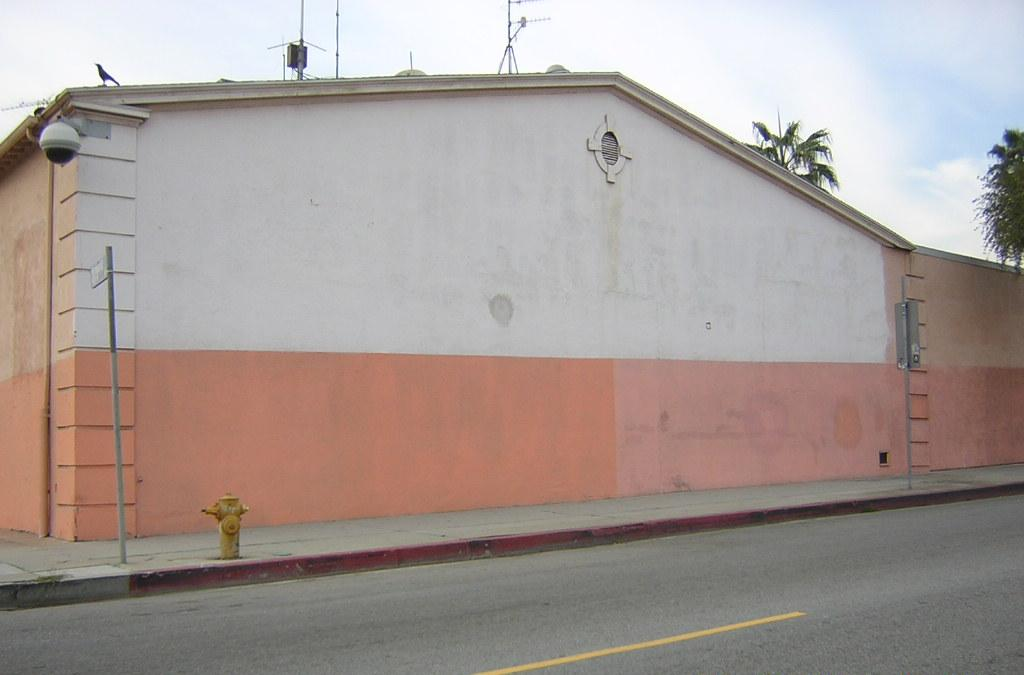
El ex-estudio de Leon Schlesinger-Warner Bros. Cartoons en 2003.

Desde 1936 hasta 1944, directores de animación y animadores como Freleng, Avery, Clampett, Jones, Arthur Davis, Robert McKimson, y Frank Tashlin trabajaron en el estudio. Durante este período, estos creadores introdujeron varios de los personajes de dibujos animados más populares hasta la fecha, incluyendo el Pato Lucas (introducido en 1937 con Porky's Duck Hunt por Avery), Elmer Gruñón (introducido en 1940 con Elmer's Candid Camera por Jones), Bugs Bunny (introducido en 1940 con A Wild Hare por Avery), y Piolín (introducido en 1942 con A Tale of Two Kitties por Clampett). Avery dejó el estudio en 1941 tras una serie de disputas con Schlesinger por la escena final del dibujo de Bugs Bunny The Heckling Hare, quien poco después cerró el estudio durante dos semanas debido a una huelga de menor importancia similar a la más conocida que se produjo en Disney. En respuesta, Schlesinger desterró por seis días a todos los empleados sindicalizados en lo que se conoció en retrospectiva como el "Looney Tune Lockout"; esta vez Schlesinger perdió casi todos sus empleados de la unidad de Avery. Clampett y varios de sus animadores principales se hicieron cargo de la antigua unidad de Avery, mientras que la posición del propio Clampett como director del estudio Schlesinger-Katz fue tomada por Norm McCabe, un animador cuyo repertorio se centró en el humor relacionado con la guerra; McCabe a su vez duró apenas un año, siendo reclutado por las FF.AA., y Frank Tashlin volvió al estudio para reemplazarlo.
En 1942, el estudio de Schlesinger había reemplazado a Walt Disney Productions como el productor más exitoso de cortos animados en los Estados Unidos. Entre 1942 y 1945, el estudio Schlesinger produjo un número de películas para el ejército de Estados Unidos en plena Segunda Guerra Mundial. Bajo el orden de Primera Unidad Fílmica de la Fuerza Aérea de los Estados Unidos, encabezado de 1942 a 1944 por el comandante Theodor Seuss Geisel (más conocido como Dr. Seuss), el estudio produjo los cortometrajes de Private Snafu y de Mr. Hook (con Walter Lantz Productions) para el entretenimiento de los militares.

### Warner Bros. Cartoons (1944-1964)
En 1944, Schlesinger vendió su estudio a Warner Bros., que cambió el nombre de la compañía a Warner Bros. Cartoons, Inc., y Edward Selzer fue designado por Warner Bros. como nuevo jefe del estudio de dibujos animados después de que Schlesinger se retirara. 
En septiembre de 1944 Frank Tashlin dejó el estudio, algo que haría Robert Clampett en 1946. La unidad de Tashlin pasó inicialmente a manos de Robert McKimson, quien más tarde se hizo cargo de la unidad de Clampett. Los animadores restantes de la equipo inicial de McKimson le fueron asignados a Arthur Davis. Aunque lograron hacer caricaturas notables, estas unidades han sido las menos conocidas entre los cuatro, además de tener presupuestos más bajos que Jones y Freleng. 
En 1948, el estudio se trasladó a un edificio más grande en el lote de Sunset Boulevard. El equipo de Davis se disolvió en 1949, pasando este a ser un animador de Freleng.
Las unidades de Jones, Freleng y McKimson se hicieron más notable por sus respectivos estilos, sobre todo influenciado por sus presupuestos: los dibujos animados de Jones (quien tenía asignado los presupuestos más grandes) contaban con un estilo más visual y sofisticado, Freleng (quien tuvo un presupuesto ligeramente más pequeño que Jones) hizo un amplio uso del slapstick y el humor físico, y McKimson (quien con Davis contaba con un presupuesto mucho menor) a menudo se basaban más en los chistes y el diálogo en general.
Entre las estrellas de dibujos animados de Warner Bros. que fueron creados después de la salida de Schlesinger, estos incluyen a Pepe La Peste (1945, Odor-able Kitty por Jones), Sam Bigotes (1945, Hare Trigger por Freleng), Silvestre (1945, Life with Feathers por Freleng), Gallo Claudio (1946, Walky Talky Hawky por McKimson), El Coyote y el Correcaminos (1949, Fast and Furry-ous por Jones), y Speedy Gonzales (1953, Cat-Tails for Two por McKimson). En años posteriores, personajes menos importantes de los Looney Tunes como Rocky y Mugsy de Freleng, Marvin el Marciano de Jones, y el Demonio de Tasmania de McKimson, se volvieron significativamente más populares.
Luego del veredicto del caso antimonopolio Estados Unidos v. Paramount Pictures, Inc. en 1948, se puso fin a la práctica de la "reserva de paquetes", Warner Bros. ya no podría obligar a los cines a la compra de sus largometrajes y cortometrajes juntos como "paquetes"; los cortos tuvieron que ser vendidos por separado. Los propietarios de salas de cine no estaban dispuestos a pagar tanto por cortos de dibujos animados, especialmente considerando la competencia de la televisión, y como resultado, para finales de la década de 1950 los presupuestos en Warner Bros. Cartoons tuvieron una mayor rigidez. Selzer obligó a sus directores a cumplir un estricto programa de producción de cinco semanas para cada caricatura (al menos un director, Chuck Jones, hizo "trampa" con el sistema para pasar más tiempo en los dibujos animados especiales, tales como What's Opera Doc, usando menos tiempo en producciones más simples, tales como las del Correcaminos, modificando las tarjetas de su equipo para el reloj control). Con menos dinero para animación, los guionistas de Warner Bros. - Michael Maltese, Tedd Pierce, y Warren Foster - comenzaron a concentrar la mayor parte de sus dibujos animados en el diálogo. Mientras los storymen fueron asignados con los directores al azar durante los años 1930 y 1940, para la década de 1950 cada uno pasó a trabajar casi exclusivamente con un director: Maltese con Jones, Foster con Freleng, y Pierce con McKimson.
Con la moda de películas en 3-D en 1953, Warner Bros. cerró su estudio de dibujos animados en junio de ese año, por temor a que la producción de dibujos animados en 3-D fuese demasiado costoso (solo uno de dibujos animados de Warner Bros. se elaboró en 3-D, Lumber Jack-Rabbit, protagonizada por Bugs Bunny y dirigida por Jones). Con el personal creativo dispersado (Jones, por ejemplo, se puso a trabajar en Disney con La Bella Durmiente, Maltese fue a Walter Lantz Productions, y Freleng entró al trabajo comercial), Warner Bros. Cartoons volvieron a abrir cinco meses después de su cierre, al amainar la "locura 3-D". En 1955, el personal se trasladó a un nuevo edificio ubicado en el estudio principal de la Warner Bros. en Burbank. El canal de televisión KTLA, se hizo cargo de la antigua ubicación del estudio en Van Ness; el viejo Warner Sunset Studios hoy se llama Sunset Bronson Studios.
También en 1955, Warner Bros. vendió su biblioteca en blanco y negro de Looney Tunes y Merrie Melodies (en este último caso, las de 1933 a 1934) a Guild Films. El paquete constaba de 191 dibujos animados que pasaron a emitirse en televisión desde ese mismo año.
En 1958, Selzer se había retirado, y el veterano jefe de producción del estudio, John Burton, tomó su lugar. Warner Bros. también perdió su trío de storymen del personal en este tiempo. Foster y Maltese encontraron trabajo en Hanna-Barbera, mientras que Pierce trabajó de forma independiente con su socio Bill Danch. John Dunn y Dave Detiege, ambos ex-libretistas de Disney, fueron contratados para reemplazarlos.
Durante el mandato de Burton, Warner Bros. Cartoons se expandió a la televisión. En el otoño de 1960, la ABC estrenó The Bugs Bunny Show, que consistía de tres dibujos animados presentados con nuevas animaciones. El programa se mantuvo en el aire (bajo diferentes nombres) en los tres canales principales durante cuatro décadas (de 1960 al 2000). Todas las versiones de The Bugs Bunny Show contó con dibujos animados de Warner Bros. estrenados después del 31 de julio de 1948 ya que todas las caricaturas en Technicolor lanzadas antes de esa fecha (y también las Merrie Melodies producidas por Harman-Ising) se habían vendido a Associated Artists Productions en 1956.
David H. DePatie se convirtió en el último ejecutivo a cargo del estudio original de dibujos animados de Warner Bros. en 1961. El mismo año, Chuck Jones trabajó en el guion de una película producida por UPA, Gay Purr-ee. Cuando esa película fue comprada por Warner Bros. para su distribución en 1962, el estudio descubrió que Jones había violado su exclusividad con Warner Bros. y fue rescindido en julio. La mayor parte de la antigua unidad de Jones posteriormente lo siguió a su nuevo estudio Sib Tower 12 Productions para trabajar en una nueva serie de dibujos animados de Tom y Jerry para MGM. Freleng salió del estudio en noviembre de 1962, cuatro meses después de la terminación de Jones, para servir como director de historia para Hey There, It's Yogi Bear! en Hanna-Barbera.
A finales de 1962, en el apogeo de su popularidad en la televisión y en plena crisis de Hollywood, DePatie fue enviado a una reunión de la junta de Warner Bros. en Nueva York, donde se le informó del cierre de la división de caricaturas. DePatie completó la tarea antes de diciembre de 1963. A pesar de que Chuck Jones fue despedido a principios de 1962, este ayudó a DePatie dirigiendo los cuatro dibujos animados en los que estaba trabajando su antigua unidad: Hare-Breadth Hurry, Mad as a Mars Hare, Transylvania 6-5000 y To Beep or Not to Beep. El proyecto final del estudio fueron las secuencias animadas para la cinta de 1964 The Incredible Mr. Limpet. Con el estudio ya cerrado, el estudio Hal Seeger Productions de Nueva York fue contratado para producir la apertura y el cierre de créditos para The Porky Show, que debutó en la ABC en 1964. Esta fue la primera vez en que los personajes de Looney Tunes fueron animados por otro estudio.

### DePatie-Freleng Enterprises y Format Films (1964-1967)
David H. DePatie y Friz Freleng comenzaron DePatie-Freleng en 1963, donde alquilaron el antiguo estudio de dibujos animados de Warner Bros. como su sede. En 1964, Warner contrató a DePatie-Freleng para producir Looney Tunes y Merrie Melodies, un arreglo que duró hasta 1967. La gran mayoría de estas producciones estuvieron el Pato Lucas, Speedy Gonzales, y después de unos dibujos animados iniciales dirigidas por Freleng, Robert McKimson fue contratado para dirigir la mayor parte de los Looney Tunes hechos por DePatie-Freleng.
Además de los dibujos animados de DePatie-Freleng, una serie de nuevos cortos de el Correcaminos y el Coyote fueron encargados a un estudio de animación independiente, Format Films del productor Herbert Klynn. El veterano animador de Warner Bros., Rudy Larriva, que había trabajado durante años con el creador del Correcaminos, Chuck Jones, asumió funciones como director de estas películas, pero incluso con este vínculo, la versión del Correcaminos de Larriva se considera como "mediocre" por la crítica y los fanáticos. McKimson también dirigió dos cortos del personaje con el equipo principal de DePatie-Freleng, que son más apreciados que los esfuerzos de Larriva.
Después de tres años de dibujos animados externalizados, Warner Bros. decidió llevar la producción de nuevo de forma interna con William L. Hendricks como supervisor. Se rescindió el contrato con DePatie-Freleng (quienes posteriormente se trasladaron a sus nuevos estudios en el Valle de San Fernando), y Format Films produjo tres dibujos animados con Lucas y Speedy dirigidos por Rudy Larriva para llenar el vacío hasta que el propio estudio de Warner Bros. volviese a funcionar de nuevo.

### Warner Bros.-Seven Arts Animation (1967-1969)
El nuevo estudio de dibujos animados iba a ser dirigido por el ejecutivo del estudio William L. Hendricks, y después de un intento fallido de atraer a Bob Clampett de su retiro, el ex animador de Walter Lantz y Hanna-Barbera, Alex Lovy, fue nombrado director del nuevo estudio. Llevó a su antigua colaboradora, Laverne Harding, a ser dibujante principal del nuevo estudio, y trajo de Disney a Volus Jones y Ed Solomon, lo que contribuyó a hacer dibujos animados muy distintos a los de la "Edad de oro", con un tono cercano a los dibujos animados de Hanna-Barbera de la época. Lovy también trajo de animador a Ted Bonnicksen y de diseñador a Bob Givens, ambos veteranos del original estudio. Poco después de que el estudio volviera a operar, Warner Bros. fue comprada por Seven Arts Associates, y el estudio cambió el nombre a Warner Bros.-Seven Arts.
Inicialmente, el nuevo equipo de Lovy siguió realizando dibujos animados de Lucas y Speedy, pero pronto se trasladó a la creación de nuevos personajes como Cool Cat y Merlín el Ratón Mágico, y trabajos casi experimentales, tales como Norman Normal (1968). A pesar de que este último ganó un seguimiento de culto después de su lanzamiento, los dibujos animados de Lovy no fueron bien recibidos, y muchos aficionados los consideran (en particular sus cortos con Lucas y Speedy) como los peores cortometrajes producidos por el estudio.
Después de un año, Alex Lovy dejó el estudio y regresó a Hanna-Barbera, y Robert McKimson volvió al estudio. Se centró en el uso de los personajes que había creado Lovy (y dos de su propia creación: Bunny y Claude). Los personajes clásicos del estudio aparecieron solo en publicidades (como para los del Plymouth Road Runner) y las animaciones para las compilaciones en TV. Los cortos de McKimson se caracterizan por tener un humor mucho más adulto que el de Lovy, aunque más vulgar que el de los clásicos. Sin embargo, en 1969, Warner Bros. cerró el estudio para siempre, cuando fue adquirida por la Kinney National Company. El catálogo de los Looney Tunes y Merrie Melodies cortos seguiría siendo popular gracias a la emisión en televisión hasta la actualidad.
Warner Bros. tiene la propiedad de todos los cortometrajes del estudio: Guild Films pasó a ser propiedad de Seven Arts Productions, la cual compró el estudio en 1967, mientras que la AAP fue adquirida por United Artists, por su parte comprada por MGM, estudio que fue comprado por Ted Turner con tal de obtener el catálogo. Turner Entertainment pasó a ser parte de Warner Bros. en 1996.

## Personal de Warner Bros. Cartoons: 1933-1969
| - Leon Schlesinger (1931-1945) - Eddie Selzer (1945-1956) - John Burton (1957-1961) - David DePatie (1961-1963) - William L. Hendricks (1967-1969) - Tex Avery - Bob Clampett - Cal Dalton - Arthur Davis - Friz Freleng - Ben "Bugs" Hardaway - Chuck Jones - Norm McCabe - Robert McKimson - Frank Tashlin | - Warren Foster - Tedd Pierce - Michael Maltese - John W. Dunn - Robert Givens - Robert Gribbroek - Maurice Noble - Hawley Pratt - Ken Harris - Robert Cannon - Rod Scribner - Richard Thompson - Ben Washam - Lloyd Vaughan - Gerry Chiniquy | - Bea Benaderet - Mel Blanc - Billy Bletcher - Arthur Q. Bryan - Daws Butler - Joe Dougherty - June Foray - Stan Freberg - Margaret Hill-Talbot - Milt Franklyn - William Lava - Eugene Poddany - Carl Stalling |